# Слотер Бич (Делавер)
Слотер Бич (енгл. Slaughter Beach) град је у Округу Сасекс у америчкој савезној држави Делавер. По попису становништва из 2010. у њему је живело 207 становника

## Демографија
| Група             | 2000.       | 2010.       |
| Белци             | 197 (99,5%) | 194 (93,7%) |
| Афроамериканци    | 0 (0,0%)    | 2 (1,0%)    |
| Азијати           | 0 (0,0%)    | 3 (1,4%)    |
| Хиспаноамериканци | 0 (0,0%)    | 2 (1,0%)    |
| Укупно            | 198         | 207         |